# Frédéric Andrau
Pour les articles homonymes, voir Andrau.
 (janvier 2017).
Si vous disposez d'ouvrages ou d'articles de référence ou si vous connaissez des sites web de qualité traitant du thème abordé ici, merci de compléter l'article en donnant les références utiles à sa vérifiabilité et en les liant à la section « Notes et références ».
Frédéric Andrau est un acteur et un metteur en scène français né le 14 juin 1971.

## Filmographie

### Cinéma
- 1994 : Roméo et Juliette de Guy Marignane, court-métrage
- 1995 : Bye-bye de Karim Dridi
- 1998 : F. est un salaud de Marcel Gisler
- 1999 : Lee Jae-sueui nan de Kwang-su Park
- 1999 : La Voiture de ma mère de Mathieu de Pasquale, court métrage
- 2000 : Même pas mal de Diastème, court métrage
- 2001 : Les mille Facettes de Cécile Vargaftig, court métrage
- 2002 : Vivante de Sandrine Ray
- 2002 : Un monde d'errance de Patrick Roques
- 2004 : L'Étrangère de Nicolas Namur, court métrage
- 2004 : Short Order d'Anthony Byrne
- 2005 : Moloch, les chairs vives de Nicolas Namur, court métrage
- 2006 : Sacred Evil de Abhigyan Jha, Abhiyan Rajhans
- 2006 : Os de Stanley Woodward, court métrage
- 2008 : Le Bruit des gens autour de Diastème
- 2016 : Juillet Août de Diastème
- 2024 : Joli Joli de Diastème

### Télévision
- 1981 : Soyez les bienvenus de Gazdag Gyula
- 1984 : L'Histoire de Marie de Christine François
- 1997 : En danger de vie de Bruno Gantillon
- 2000 : La Passion Schliemann de Bruno Gantillon
- 2001 : Les Enquêtes d'Éloïse Rome : À cause de Lola de Denys Granier-Deferre
- 2002 : Sauveur Giordano : Noces de papier d'Édouard Niermans
- 2006 : Boulevard du Palais : Meurtre en négatif de Stéphane Kurc
- 2007 : Malone : Jolie Môme de Didier Le Pêcheur
- 2008 : Rien dans les poches de Marion Vernoux
- 2012 : Clemenceau d'Olivier Guignard
- 2014 : Dassault, l'homme au pardessus d'Olivier Guignard
- 2016 : L'Accident d'Edwin Baily
- 2022 : La Malédiction du lys de Philippe Niang

### Doublage
- 2014 : Dracula Untold : Dimitru (Diarmaid Murtagh)

## Théâtre

### Acteur
- 1987 : Roméo et Juliette de William Shakespeare, mise en scène Cyril Grosse
- 1989 : Le Cercle de craie caucasien de Bertolt Brecht
- 1989 : La Lumière des hommes de Cyril Grosse
- 1992 : Madeleine musique, mise en scène Cyril Grosse
- 1993 : C'est beau de Nathalie Sarraute
- 1993 : Les Nourritures terrestres d'après André Gide
- 1995 : L'Ours, Le Jubilé d'Anton Tchekhov, mise en scène Jeanne Mathis et Cyril Grosse
- 1996 : L'Appartement de Sławomir Mrożek
- 1997 : Chantiers d'Ulysse de James Joyce, mise en scène Cyril Grosse
- 1997 : Voyage de Madame Knipper vers la Prusse Orientale de Jean-Luc Lagarce
- 1998 : Qu'est-ce que le racisme ? d'après Le Racisme expliqué à ma fille de Tahar Ben Jelloun
- 1998 : A demain cette nuit de Claudine Galéa, mise en scène Éric de Dadelsen
- 2000 : Acéphale chorégraphie et mise en scène Marc Vincent
- 2000 : Le Cabaret reconnu texte et mise en scène Christophe Guichet
- 2001 : La Nuit du thermomètre de Diastème, mise en scène de l'auteur, Théâtre de Nice
- 2002 : Inconnu à cette adresse de Kressman Taylor, mise en scène Maurice Bénichou et Jean-Christophe Barbaud
- 2003 : La Nuit du thermomètre de Diastème, mise en scène de l'auteur, Théâtre Marigny
- 2004 : 107 Ans de Diastème, mise en scène de l'auteur, Théâtre la Luna Festival d’Avignon off, Théâtre de la Pépinière-Opéra, tournée
- 2006 : Vienne 1913 d'Alain Didier-Weil, mise en scène Jean-Luc Palliès
- 2006 : Électre de Sophocle, mise en scène Philippe Calvario, Le Quartz, Théâtre Nanterre-Amandiers, Théâtre du Gymnase, Théâtre National de Nice, tournée, Oreste
- 2008 : Les Justes d'Albert Camus, mise en scène Diastème, Théâtre du Chêne Noir Festival d’Avignon off
- 2009 : Les Justes d'Albert Camus, mise en scène Diastème, Festival d'Anjou
- 2009 : L’Amour de l'art de Diastème, mise en scène de l'auteur, Théâtre du Chêne Noir Festival d’Avignon off
- 2010 : Quelques Conseils utiles aux élèves huissiers de Lydie Salvayre, mise en scène Jeanne Mathis
- 2011 : Lettre d'une inconnue de Stefan Zweig, mise en scène Christophe Lidon, Théâtre des Mathurins
- 2017 : Criminel de Yann Reuzeau, mise en scène Yann Reuzeau, Manufacture des Abbesses
- 2019 : La vie est un songe de Pedro Calderón de la Barca, mise en scène Christophe Lidon, Centre national de création d'Orléans
- 2023 : La Brève liaison de maman de Richard Greenberg, mise en scène Isabelle Starkier, Festival off d'Avignon

### Metteur en scène
- 2009 : La Petite Robe de Paul de Philippe Grimbert, Maison des Métallos

## Distinctions
- Molières 2003 : nomination au Molière de la révélation théâtrale pour La Nuit du thermomètre